# Fordampningsvarme
Fordampningsvarme er et udtryk for den energi i form af varme, der skal til, for at fordampe et stof, når det er opvarmet til sit kogepunkt. Et stofs fordampningsvarme er lig dets fortætningsvarme, som er den varmeenergi, der frigives/skal fjernes før et stof fortættes fra gasform til flydende form.
Fordampningsvarme/fortætningsvarme svarer til smeltevarme/størkningsvarme, som angiver den varmeenergi, et stof modtager/afgiver, når det skifter tilstandsform fra fast til flydende form
Man angiver normalt fordampningsvarme i kJ/kg som den mængde varmeenergi, der går til at overføre 1 kg af det pågældende stof til gasform.

## Formler
Fordampningsvarme beregnes på samme måde som smeltevarme:
{\displaystyle Q=m\cdot L}
hvor Q er varmemængden, som afgives eller modtages af en stofmængde med massen m og fordampningsvarmen eller smeltevarmen L.
Regneeksempel:
Vi fordamper 1,5 kg vand ved kogepunktet – vand har fordampningsvarmen 2257 kJ/kg ved en atmosfæres tryk:
{\displaystyle Q=1,5{\mbox{kg}}\cdot 2257\ {\frac {\mbox{kJ}}{\mbox{kg}}}=3386{\mbox{kJ}}}